# Lední hokej na Zimních olympijských hrách 1992 – kvalifikace
Kvalifikace na olympijský turnaj 1992 byla soutěž hokejových reprezentačních celků, která určila dvanáctého účastníka olympijského turnaje.

## Kvalifikované týmy
| Událost                                                         | Termín                     | Místo         | Počet míst | Kvalifikováni                                                            |
| --------------------------------------------------------------- | -------------------------- | ------------- | ---------- | ------------------------------------------------------------------------ |
| 8 nejlepších z Mistrovství světa v ledním hokeji 1991 Skupina A | 19. dubna – 4. května 1991 | Finsko        | 8          | Kanada Finsko Sovětský svaz Švédsko Československo USA Německo Švýcarsko |
| 3 nejlepších z Mistrovství světa v ledním hokeji 1991 Skupina B | 28. března – 7. dubna 1991 | Jugoslávie    | 3          | Francie Itálie Norsko                                                    |
| Kvalifikační turnaj                                             | 14. – 16. dubna 1991       | Dánsko Polsko | 1          | Polsko                                                                   |
| CELKEM                                                          |                            |               | 12         |                                                                          |

## Přímý postup na OH
Přímo na olympijské hry se kvalifikovalo osm týmů z mistrovství světa 1991 skupiny „A“, tři nejlepší ze skupiny „B“ vč. hostitelská Francie. O poslední místo se utkal čtvrtý tým ze skupiny „B“ a nejlepší ze skupiny „C“ mistrovství světa 1991.
| Pořadí | Tým            | MS 1991     |
| ------ | -------------- | ----------- |
| 1.     | Švédsko        | skupina "A" |
| 2.     | Kanada         | skupina "A" |
| 3.     | Sovětský svaz  | skupina "A" |
| 4.     | USA            | skupina "A" |
| 5.     | Finsko         | skupina "A" |
| 6.     | Československo | skupina "A" |
| 7.     | Švýcarsko      | skupina "A" |
| 8.     | Německo        | skupina "A" |
| 9.     | Itálie         | skupina "B" |
| 10.    | Norsko         | skupina "B" |
| 11.    | Francie        | skupina "B" |
| 12.    | Polsko         | skupina "B" |
| 13.    | Rakousko       | skupina "B" |
| 14.    | Jugoslávie     | skupina "B" |
| 15.    | Nizozemsko     | skupina "B" |
| 16.    | Japonsko       | skupina "B" |
| 17.    | Dánsko         | skupina "C" |
| 18.    | Čína           | skupina "C" |
| 19.    | Rumunsko       | skupina "C" |
| 20.    | Bulharsko      | skupina "C" |
| 21.    | Velká Británie | skupina "C" |
| 22.    | Maďarsko       | skupina "C" |
| 23.    | Severní Korea  | skupina "C" |
| 24.    | Jižní Korea    | skupina "C" |
| 25.    | Belgie         | skupina "C" |

## Kvalifikace o postup na OH
Polsko a Dánsko měly odehrát dva kvalifikační zápasy, jeden domácím a jednom venkovní. Zápas v Dánsku se hrál v Brøndbyhallen v Kodani, zatímco zápas v Polsku se hrál v Osvětimi. V případě nerozhodného výsledku po odehrání obou zápasů, by se o vítězi rozhodlo v penaltovém rozstřelu, který zavedla IIHF v roce 1980.
| 14. dubna 1991                                                     | Dánsko                                                             | 4:6 (0:5, 2:1, 2:0)                     | Polsko | Brøndbyhallen, Kodaň Návštěvnost: 5 000                       |  |
| Lars Pagh Christensen                                              | Lars Pagh Christensen                                              | Brankáři                                | Andrzej Hanisz | Rozhodčí: Jozef Vrábel Čároví: Vladimír Mihálik Boris Janíček |  |
| Heinz Ehlers '25 Heinz Ehlers '33 Jens Nielsen '44 Anders Bach '52 | Heinz Ehlers '25 Heinz Ehlers '33 Jens Nielsen '44 Anders Bach '52 | 0:1 0:2 0:3 0:4 0:5 1:5 2:5 2:6 3:6 4:6 | '4 Marek Stebnicki '8 Grzegorz Dybaś '10 Marek Cholewa '15 Mariusz Puzio '20 Mariusz Czerkawski '36 Mirosław Copija | Rozhodčí: Jozef Vrábel Čároví: Vladimír Mihálik Boris Janíček |  |
| 4 min                                                              | 4 min                                                              | Tresty                                  | 14 min | Rozhodčí: Jozef Vrábel Čároví: Vladimír Mihálik Boris Janíček |  |

| 16. dubna 1991 | Polsko | 9:5 (4:2, 2:2, 3:1)                                     | Dánsko                                                                                        | Hala Lodowa MOSiR, Osvětim Návštěvnost: 3 000                 |  |
| Gabriel Samolej Andrzej Hanisz | Gabriel Samolej Andrzej Hanisz | Brankáři                                                | Lars Pagh Christensen                                                                         | Rozhodčí: Jozef Vrábel Čároví: Vladimír Mihálik Boris Janíček |  |
| Henryk Gruth '5 Janusz Adamiec '7 Mariusz Puzio '16 Mariusz Czerkawski '19 Marek Stebnicki '25 Mariusz Czerkawski '28 Grzegorz Dybaś '44 Marek Cholewa '45 Wojciech Tkacz '49 | Henryk Gruth '5 Janusz Adamiec '7 Mariusz Puzio '16 Mariusz Czerkawski '19 Marek Stebnicki '25 Mariusz Czerkawski '28 Grzegorz Dybaś '44 Marek Cholewa '45 Wojciech Tkacz '49 | 1:0 1:1 2:1 2:2 3:2 4:2 5:2 5:3 6:3 6:4 7:4 8:4 9:4 9:5 | '5 Jesper Duus '14 Christian Jørgensen '27 Henning Ludvigsen '32 Jens Nielsen '58 Jesper Duus | Rozhodčí: Jozef Vrábel Čároví: Vladimír Mihálik Boris Janíček |  |
| 16 min | 16 min | Tresty                                                  | 33 min                                                                                        | Rozhodčí: Jozef Vrábel Čároví: Vladimír Mihálik Boris Janíček |  |

 Polsko vyhrálo celkově 15:9 a kvalifikovalo se tak na zimní olympijské hry 1992.